# Porsche Macan XAB
Porsche Macan XAB är en batterielektrisk crossover SUV som den tyska biltillverkaren Porsche introducerade i januari 2024.

## Tekniska data
| Porsche Macan XAB       | Electric                           | 4 Electric                         | 4S Electric                        | Turbo Electric                     |
| ----------------------- | ---------------------------------- | ---------------------------------- | ---------------------------------- | ---------------------------------- |
| Elmotor:                | 1 st synkronmotor                  | 2 st synkronmotorer                | 2 st synkronmotorer                | 2 st synkronmotorer                |
| Max effekt:             | 360 hk                             | 408 hk                             | 516 hk                             | 639 hk                             |
| Max vridmoment:         | 563 Nm                             | 650 Nm                             | 820 Nm                             | 1130 Nm                            |
| Kraftöverföring:        | 2-stegs automatlåda, bakhjulsdrift | 2-stegs automatlåda, fyrhjulsdrift | 2-stegs automatlåda, fyrhjulsdrift | 2-stegs automatlåda, fyrhjulsdrift |
| Hjulbas:                | 2893 mm                            | 2893 mm                            | 2893 mm                            | 2893 mm                            |
| Längd x bredd x höjd:   | 4784 x 1938 x 1622 mm              | 4784 x 1938 x 1622 mm              | 4784 x 1938 x 1622 mm              | 4784 x 1938 x 1622 mm              |
| Tjänstevikt:            | 2295 kg                            | 2405 kg                            | 2420 kg                            | 2480 kg                            |
| Acc. 0–100 km/h:        | 5,7 s                              | 5,2 s                              | 4,1 s                              | 3,3 s                              |
| Toppfart:               | 220 km/h                           | 220 km/h                           | 240 km/h                           | 260 km/h                           |
| Batterikapacitet:       | 100 kWh                            | 100 kWh                            | 100 kWh                            | 100 kWh                            |
| Räckvidd enl WLTP:      | 641 km                             | 613 km                             | 606 km                             | 591 km                             |
| Förbrukning per 100 km: | 19,8 kWh                           | 21,1 kWh                           | 20,7 kWh                           | 20,7 kWh                           |